# Оркестровый удар
Оркестровый удар (англ. orchestra hit) — синтезированный звук, созданный путём наложения звуков ряда различных оркестровых инструментов, играющих одну стаккато-ноту или аккорд. Звук оркестрового хита распространялся с помощью ранних сэмплеров, в частности Fairlight CMI, где он был известен как ORCH5. Звук используется в жанрах поп, хип-хоп, джаз-фьюжн, техно и видеоигр, чтобы подчеркнуть музыкальные пассажи.
Оркестровый хит был назван «клише хип-хопа». В 1990 году журнал Musician заявил, что Fairlight ORCH5 был «оркестровым хитом, который можно было услышать на каждой рэп- и техно-поп-записи начала 1980-х». Оркестровый удар был описан как популярный музыкальный эквивалент крика Вильгельма, звукового эффекта, широко используемого в кино.